# Metoligotoma collina
Metoligotoma collina är en insektsart som beskrevs av Davis 1938. Metoligotoma collina ingår i släktet Metoligotoma och familjen Australembiidae.

## Underarter
Arten delas in i följande underarter:
- M. c. exigua
- M. c. collina